# Wu Shude
Wu Shude (n. 18 septembrie 1959, Nanning⁠(d), Republica Populară Chineză) este un halterofil ce a reprezentat Republica Populară Chineză, medaliat olimpic. A participat la o ediție a Jocurilor Olimpice (1984) în care a câștigat o medalie de aur.